# Садовский, Пров Михайлович (младший)
Пров Михайлович Садовский (младший) (9 (21) августа 1874 год, Москва — 4 мая 1947, Москва) — российский, советский актёр, театральный режиссёр. Народный артист СССР (1937). Лауреат Сталинской премии (1943). Кавалер двух орденов Ленина (1937, 1945).

## Биография
Родился в Москве, в семье актёров Садовских.
Учился в реальном училище. По окончании училища в 1892 году поступил на драматические курсы Московского театрального училища (ныне Высшее театральное училище имени М. С. Щепкина), где его учителями были А. П. Ленский и М. П. Садовский.
С 1895 года и до конца жизни — актёр, а в 1944—1947 годах также и художественный руководитель Малого театра.
С 1920-х годов начал выступать и как режиссёр.
Обладал эффектной внешностью, мастерством сценической речи. Особое место в его репертуаре занимали пьесы А. Н. Островского. Особенно ему удавались образы целеустремлённых и волевых людей (Мелузов, Беркутов, Миловидов).

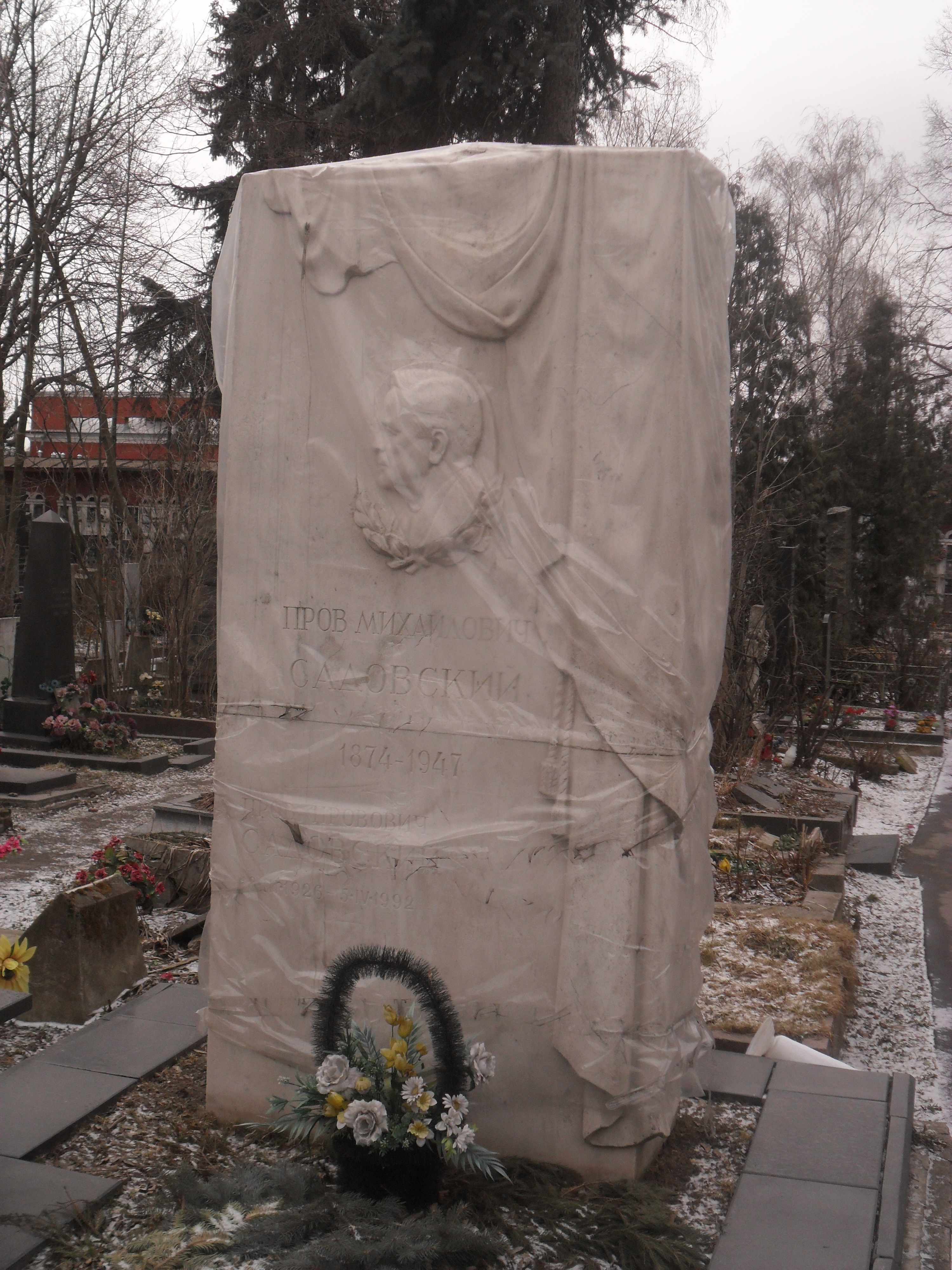
Могила Садовского на Новодевичьем кладбище Москвы.

Умер 4 мая 1947 года в Москве. Похоронен на Новодевичьем кладбище.

### Семья
- Отец — Михаил Прович Садовский (1847—1910), театральный актёр.
- Мать — Ольга Осиповна Садовская (урождённая Лазарева, (1849—1919), актриса. Заслуженная артистка Императорских театров (1911).
- Сестра — Елизавета Михайловна Садовская (сценическое имя при жизни матери — Садовская-2-я) (1872—1934), актриса. Заслуженная артистка РСФСР (1927)[1].
- Первая жена — Любовь Андреевна Рославлева (1874—1904), балерина Большого театра.
- Вторая жена — Анна Владимировна Дурова-Садовская (1900—1978), заслуженный деятель искусств РСФСР (1965) с 1937 по 1978 год — художественный руководитель Уголка Дурова, тётка Льва Константиновича Дурова.
- Сын — Пров Провович Садовский (1926—1992), актёр Малого театра, заслуженный артист РСФСР (1977)[4].

## Звания и награды
- Заслуженный артист Республики (1922)
- Народный артист РСФСР (1933)
- Народный артист СССР (23.09.1937)[1]
- Сталинская премия первой степени (1943) — за многолетние выдающиеся достижения в области искусства[1][5]
- Два ордена Ленина (23.09.1937 — за выдающиеся заслуги в деле развития русского театрального искусства, 1945)[2]
- Медаль «За оборону Москвы»
- Медаль «За доблестный труд в Великой Отечественной войне 1941—1945 гг.»
- Знак «100 лет Малому театру» (1924)
- Знак «125 лет Малому театру» (1949)[6].

## Творчество

### Роли в театре
- 1896 — «На всякого мудреца довольно простоты» А. Н. Островского — Глумов
- 1900 — «Снегурочка» А. Н. Островского — Мизгирь
- 1900 — «Ромео и Юлия» У. Шекспира — Меркуцио
- 1902 — «Горе от ума» А. С. Грибоедова — Чацкий
- «Измена» А. И. Сумбатова-Южина — Дато
- «Девичий переполох» В. А. Крылова — Лыков
- «Борьба за престол» Г. Ибсена — король Гокон
- «Дмитрий Самозванец и Василий Шуйский» А. Н. Островского — Самозванец
- «Таланты и поклонники» А. Н. Островского — Мелузов
- «На бойком месте» А. Н. Островского — Миловидов
- «Воевода» А. Н. Островского — Роман Дубровин
- «Василиса Мелентьева» А. Н. Островского и С. А. Гедеонова — Колычев
- «Невольницы» А. Н. Островского — Мулин
- «Волки и овцы» А. Н. Островского — Беркутов
- «Старик» М. Горького — Мастаков
- «Оливер Кромвель» А. В. Луначарского — Карл I
- «Юлий Цезарь» У. Шекспира — Брут
- «Аракчеевщина» И. С. Платона — Александр I
- «Дон Карлос» Ф. Шиллера — Филипп II
- «На берегу Невы» К. А. Тренёва — Расстегин
- «Горе от ума» А. С. Грибоедова — Фамусов
- «Лес» А. Н. Островского — Несчастливцев
- «Плоды просвещения» Л. Н. Толстого — Григорий
- «Зимняя сказка» У. Шекспира — Флоризель
- «Мария Стюарт» Ф. Шиллера — Лейстер
- «Герцогиня Падуанская» О. Уайльда — Гвидо Ферранти
- «Посадник» А. К. Толстого — Черемной
- 1925 — «Заговор Фиеско в Генуе» Ф. Шиллера — Джаннетино
- 1926 — «Любовь Яровая» К. А. Тренёва — Кошкин
- 1943 — «Нашествие» Л. М. Леонова — Таланов

### Постановки в театре
- 1922 — «Снегурочка» А. Н. Островского[2]
- 1933 — «На бойком месте» А. Н. Островского
- 1935 — «На всякого мудреца довольно простоты» А. Н. Островского
- 1938 — «Горе от ума» А. С. Грибоедова[7]
- 1944 — «Волки и овцы» А. Н. Островского

### Литературное чтение
- «Песня про царя Ивана Васильевича, молодого опричника и удалого купца Калашникова» М. Ю. Лермонтова

## Память
П. М. Садовскому установлена мемориальная доска по адресу: Москва, Спиридоньевский переулок, дом 8.